# マスターピース〜傑作を君に〜
『マスターピース〜傑作を君に〜』（マスターピース〜けっさくをきみに〜）は、結成25周年を迎えた2021年の4月5日から6月6日まで行われた、演劇ユニットTEAM NACSの舞台作品で、TEAM NACSの第17回公演。脚本は喜安浩平、演出はジョビジョバのマギー。

## 概要
2018年の『TEAM NACS 第16回公演「PARAMUSHIR〜信じ続けた士魂の旗を掲げて」』から3年振りの本公演であった。昭和中期の日本を舞台に繰り広げる。マギーは2015年の『TEAM NACS第15回公演「悪童」』でも演出を担当している。
6月6日の札幌・大千穐楽には全国各地の映画館でのライブ・ビューイングと、LIVESHIPとローチケLIVE STREAMINGでの特典映像付きのストリーミング配信が行われた。また、同日、稽古場、ゲネプロでのステージ写真、公演初日のバックステージ写真などを多数掲載した、「マスターピース写真集」を発売した。
9月25日には、WOWOWで独占初放送される。

## あらすじ
昭和27年の真冬に熱海温泉で、脚本家の諸澤（森崎博之）・乙骨（安田顕）・灰島（大泉洋）、プロデューサー見習いの茶山（戸次重幸）、温泉宿の風呂番である猫屋（音尾琢真）の5人が「マスターピース」を求め、映画の脚本を執筆する。

## 公演日程
- 大阪公演：2021年4月5日 - 4月11日 COOL JAPAN PARK OSAKA WWホール
- 広島公演：2021年4月13日 - 4月15日 上野学園ホール
- 福岡公演：2021年4月17日 - 4月21日 福岡市民会館
- 愛媛公演：2021年4月24日 - 4月25日 松山市民会館大ホール
- 仙台公演：2021年4月28日 - 4月29日 電力ホール
- 新潟公演：2021年5月1日 - 5月2日 新潟テルサ
- 長野公演：2021年5月4日 - 5月5日 まつもと市民芸術館
- 名古屋公演：2021年5月7日 - 5月8日 名古屋市公会堂大ホール
- 東京公演：2021年5月12日 - 5月23日 EX THEATER ROPPONGI
- 北斗公演：2021年5月28日 - 5月30日 北斗市総合文化センター・かなで〜る
- 札幌公演：2021年6月1日 - 6月6日 カナモトホール（札幌市民ホール）

## 出演
- 諸澤：森崎博之（TEAM NACS）
- 乙骨：安田顕（TEAM NACS）
- 茶山：戸次重幸（TEAM NACS）
- 灰島：大泉洋（TEAM NACS）
- 猫屋：音尾琢真（TEAM NACS）

## スタッフ
- 脚本：喜安浩平
- 演出：マギー
- 美術：松井るみ
- 照明：塚本悟
- 音楽：NAOTO
- 音響：尾林真理
- 映像：ムーチョ村松
- 衣装：神波憲人
- ヘアメイク：諸橋みゆき
- ステージング：藤田善宏
- 演出助手：松倉良子
- 舞台監督：津田光正、荒智司
- 宣伝意匠：山口健司
- 宣伝写真：倭田宏樹
- 宣伝衣装：九
- 宣伝ヘアメイク：岩下倫之、菊地弥生、白石義人、西岡達也
- 宣伝美術：高津装飾美術
- 運営協力:キョードーグループ（大阪公演）、YUMEBANCHI（広島公演）、LAND（福岡公演）、デューク（松山公演）、GIP（仙台公演）、キョードー北陸（新潟公演・長野公演）、サンデーフォークプロモーション（名古屋公演）
- 協賛：ローソン
- 企画・製作：クリエイティブオフィスキュー、アミューズ
- 配給：ライブ･ビューイング･ジャパン[5]